# Stenoxotus bertiae
Stenoxotus bertiae là một loài bọ cánh cứng trong họ Cerambycidae.